# Pucca
Pucca (Hangeul: 뿌까, ['pˤukˤa]) ist ein südkoreanisches Medienfranchise, das ursprünglich auf einer Flash-Animation basierend schließlich durch Jetix Concept Animation als Zeichentrick-Fernsehserie mit 37 Folgen umgesetzt wurde. Weiterhin existieren Bücher und ein Manhwa.

## Inhalt
Die 11-jährige Pucca ist die Nichte der Besitzer des Nudel-Restaurants des Dorfes Sooga. Bei einer Lieferung von Nudeln trifft sie den 12-jährigen Ninja Garu (가루), mit dem sie in ein magisches Spiel eintaucht. Dieses wollte Garu beginnen, da er sich an dessen Ende einen Wunsch erfüllen lassen und so seine Mutter wieder sehen kann. 
Die Reise der beiden beginnt in China. Auf ihren folgenden Abenteuern werden sie begleitet von einem magischen Würfel, der ihnen die Aufgaben erklärt und sie berät.

## ONA
Die Original Net Animation wurde ab Januar 2000 veröffentlicht. Von den fünfminütigen Filmen wurden 19 produziert. Boo-Kyoung Kim führte Regie und war künstlerischer Leiter. Produzent war Kim You-Kyoung.

## Adaptionen

### Manhwa
Der von Vooz geschaffene und veröffentlichte Manhwa erschien in drei Bänden in Südkorea. 
2005 wurde eine deutsche Fassung von Egmont Manga und Anime veröffentlicht. Außerdem existieren Übersetzungen ins Chinesische und Spanische. 

### Fernsehserie
Im Auftrag von Jetix produzierte das kanadische Studio Studio B Productions eine Zeichentrickserie zu Pucca mit 37 Folgen. Diese wird seit dem 18. September 2006 durch Jetix ausgestrahlt. 
Die deutsche Synchronfassung erstellte die Studio Hamburg Synchron GmbH. Dialogregie führte Sascha Draeger, die deutschen Dialogbücher stammen von Stefan Eckel. 
In Deutschland wurde die Serie erstmals ab dem 23. Oktober 2006 durch Jetix ausgestrahlt. Später folgten Wiederholungen durch RTL II und SF2. 
| Rolle  | englischer Sprecher  |
| ------ | -------------------- |
| Abyo   | Brian Doyle-Murray   |
| Garu   | Rodger Bumpass       |
| Shaman | Louis Chirillo       |
| Ching  | Michael Daingerfield |

### Bücher
Im November 2004 und Mai 2005 erschienen bei Vooz in Südkorea vier Bände zu Pucca. 2005 folgten zwei Foto-Bücher und zwei weitere Bücher. 
Im Oktober 2005 erschienen auf Deutsch die beiden Bände Pucca und Garu: Wir gehören zusammen und Pucca: Das bin ich von Martin Stabno.